# Пасічне (Новоукраїнський район)
Пáсічне (до 17 березня 2016 — Лéнінське) — село в Україні, у Мар'янівській сільській громаді Новоукраїнського району Кіровоградської області. Населення становить 67 осіб. Орган місцевого самоврядування — Мар'янівська сільська рада.

## Населення
Згідно з переписом УРСР 1989 року чисельність наявного населення села становила 177 осіб, з яких 79 чоловіків та 98 жінок.
За переписом населення України 2001 року в селі мешкало 148 осіб.

### Мова
Розподіл населення за рідною мовою за даними перепису 2001 року:
| Мова       | Відсоток |
| ---------- | -------- |
| українська | 96,62 %  |
| російська  | 2,03 %   |
| молдовська | 1,35 %   |